# ISU Challenger Series 2014/2015
ISU Challenger Series 2014/2015 – 1. edycja cyklu zawodów Challenger Series w łyżwiarstwie figurowym. Zawodnicy podczas sezonu wystąpili w dziesięciu zawodach cyklu rozgrywek. Rywalizacja rozpoczęła się w Salt Lake City 10 września, a zakończyła w chorwackim Zagrzebiu turniejem Golden Spin of Zagreb, który odbył się w dniach 4 – 7 grudnia 2014 roku.

## Kalendarium zawodów
| Lp. | Data                    | Miejsce            | Zawody                      | Źr. |
| --- | ----------------------- | ------------------ | --------------------------- | --- |
| 1   | 10–14 września 2014     | Salt Lake City     | U.S. International Classic  |     |
| 2   | 18–21 września 2014     | Sesto San Giovanni | Lombardia Trophy            |     |
| 3   | 25–27 września 2014     | Oberstdorf         | Nebelhorn Trophy            |     |
| 4   | 2–5 października 2014   | Bratysława         | Memoriał Ondreja Nepeli     |     |
| 5   | 9–12 października 2014  | Espoo              | Finlandia Trophy            |     |
| 6   | 15–18 października 2014 | Barrie             | Skate Canada Autumn Classic |     |
| 7   | 5–9 listopada 2014      | Ryga               | Volvo Open Cup              |     |
| 8   | 11–16 listopada 2014    | Graz               | Ice Challenge               |     |
| 9   | 21–24 listopada 2014    | Warszawa           | Warsaw Cup                  |     |
| 10  | 4–7 grudnia 2014        | Zagrzeb            | Golden Spin of Zagreb       |     |

## Medaliści

### Soliści
| Zawody                      | 1. miejsce        | 2. miejsce                 | 3. miejsce          | Źr.    |
| --------------------------- | ----------------- | -------------------------- | ------------------- | ------ |
| U.S. International Classic  | Max Aaron         | Ross Miner                 | Daisuke Murakami    | [ 1 ]  |
| Lombardia Trophy            | Richard Dornbush  | Takahito Mura              | Adjan Pitkiejew     | [ 2 ]  |
| Nebelhorn Trophy            | Jason Brown       | Michal Březina             | Konstantin Mieńszow | [ 3 ]  |
| Memoriał Ondreja Nepeli     | Stephen Carriere  | Kim Jin-seo                | Gordiej Gorszkow    | [ 4 ]  |
| Finlandia Trophy            | Siergiej Woronow  | Adam Rippon                | Aleksandr Pietrow   | [ 5 ]  |
| Skate Canada Autumn Classic | Ross Miner        | Nam Nguyen                 | Jeremy Ten          | [ 6 ]  |
| Volvo Open Cup              | Aleksandr Pietrow | Gordiej Gorszkow           | Artur Dmitrijew     | [ 7 ]  |
| Ice Challenge               | Douglas Razzano   | Aleksandr Samarin          | Martin Rappe        | [ 8 ]  |
| Warsaw Cup                  | Aleksandr Pietrow | Michael Christian Martinez | Matteo Rizzo        | [ 9 ]  |
| Golden Spin of Zagreb       | Dienis Ten        | Michal Březina             | Konstantin Mieńszow | [ 10 ] |

### Solistki
| Zawody                      | 1. miejsce               | 2. miejsce           | 3. miejsce           | Źr.    |
| --------------------------- | ------------------------ | -------------------- | -------------------- | ------ |
| U.S. International Classic  | Polina Edmunds           | Courtney Hicks       | Riona Koto           | [ 11 ] |
| Lombardia Trophy            | Satoko Miyahara          | Hannah Miller        | Angela Wang          | [ 12 ] |
| Nebelhorn Trophy            | Jelizawieta Tuktamyszewa | Alona Leonowa        | Gracie Gold          | [ 13 ] |
| Memoriał Ondreja Nepeli     | Roberta Rodeghiero       | Joshi Helgesson      | Ashley Cain          | [ 14 ] |
| Finlandia Trophy            | Jelizawieta Tuktamyszewa | Samantha Cesario     | Rika Hongo           | [ 15 ] |
| Skate Canada Autumn Classic | Gabrielle Daleman        | Angela Wang          | Julianne Séguin      | [ 16 ] |
| Volvo Open Cup              | Angelina Kučvaļska       | Lutricia Bock        | Jenni Saarinen       | [ 17 ] |
| Ice Challenge               | Hannah Miller            | Isabelle Olsson      | Ivett Tóth           | [ 18 ] |
| Warsaw Cup                  | Jelizawieta Tuktamyszewa | Anastasija Gałustian | Aleksandra Golovkina | [ 19 ] |
| Golden Spin of Zagreb       | Kiira Korpi              | Marija Artiemjewa    | Nicole Rajičová      | [ 20 ] |

### Pary sportowe
| Zawody                      | 1. miejsce                            | 2. miejsce                             | 3. miejsce                         | Źr.                               |
| --------------------------- | ------------------------------------- | -------------------------------------- | ---------------------------------- | --------------------------------- |
| U.S. International Classic  | Alexa Scimeca / Chris Knierim         | Jessica Calalang / Zack Sidhu          | Madeline Aaron / Max Settlage      | [ 21 ]                            |
| Lombardia Trophy            | Haven Denney / Brandon Frazier        | Bianca Manacorda / Niccolò Macii       | Wiera Bazarowa / Andriej Dieputat  | [ 22 ]                            |
| Nebelhorn Trophy            | Yūko Kawaguchi / Aleksandr Smirnow    | Jewgienija Tarasowa / Władimir Morozow | Alexa Scimeca / Chris Knierim      | [ 23 ]                            |
| Memoriał Ondreja Nepeli     | Konkurencja nie została rozegrana     | Konkurencja nie została rozegrana      | Konkurencja nie została rozegrana  | Konkurencja nie została rozegrana |
| Finlandia Trophy            | Konkurencja nie została rozegrana     | Konkurencja nie została rozegrana      | Konkurencja nie została rozegrana  | Konkurencja nie została rozegrana |
| Skate Canada Autumn Classic | Meagan Duhamel / Eric Radford         | Haven Denney / Brandon Frazier         | Jessica Calalang / Zack Sidhu      | [ 24 ]                            |
| Volvo Open Cup              | Kristina Astachowa / Aleksiej Rogonow | Marija Wygałowa / Jegor Zakrojew       | Marija Paliakowa / Nikita Boczkow  | [ 25 ]                            |
| Ice Challenge               | Lina Fiodorowa / Maksim Miroszkin     | Miriam Ziegler / Severin Kiefer        | Mari Vartmann / Aaron Van Cleave   | [ 26 ]                            |
| Warsaw Cup                  | Lubow Iluszeczkina / Dylan Moscovitch | Lina Fiodorowa / Maksim Miroszkin      | Valentina Marchei / Ondřej Hotárek | [ 27 ]                            |
| Golden Spin of Zagreb       | Kristina Astachowa / Aleksiej Rogonow | Valentina Marchei / Ondřej Hotárek     | Tarah Kayne / Daniel O’Shea        | [ 28 ]                            |

### Pary taneczne
| Zawody                      | 1. miejsce                              | 2. miejsce                                   | 3. miejsce                                   | Źr.                               |
| --------------------------- | --------------------------------------- | -------------------------------------------- | -------------------------------------------- | --------------------------------- |
| U.S. International Classic  | Alexandra Aldridge / Daniel Eaton       | Nicole Orford / Thomas Williams              | Anastasia Cannuscio / Colin McManus          | [ 29 ]                            |
| Lombardia Trophy            | Konkurencja nie została rozegrana       | Konkurencja nie została rozegrana            | Konkurencja nie została rozegrana            | Konkurencja nie została rozegrana |
| Nebelhorn Trophy            | Kaitlyn Weaver / Andrew Poje            | Madison Chock / Evan Bates                   | Nielli Żyganszyna / Alexander Gazsi          | [ 30 ]                            |
| Memoriał Ondreja Nepeli     | Maia Shibutani / Alex Shibutani         | Charlène Guignard / Marco Fabbri             | Federica Testa / Lukáš Csölley               | [ 31 ]                            |
| Finlandia Trophy            | Aleksandra Stiepanowa / Iwan Bukin      | Nielli Żyganszyna / Alexander Gazsi          | Anastasia Cannuscio / Colin McManus          | [ 32 ]                            |
| Skate Canada Autumn Classic | Gabriella Papadakis / Guillaume Cizeron | Piper Gilles / Paul Poirier                  | Laurence Fournier Beaudry / Nikolaj Sørensen | [ 33 ]                            |
| Volvo Open Cup              | Federica Testa / Lukáš Csölley          | Wiktorija Kowalowa / Jurij Bielajew          | Rebeka Kim / Kiriłł Minow                    | [ 34 ]                            |
| Ice Challenge               | Maia Shibutani / Alex Shibutani         | Laurence Fournier Beaudry / Nikolaj Sørensen | Barbora Silná / Juri Kurakin                 | [ 35 ]                            |
| Warsaw Cup                  | Federica Testa / Lukáš Csölley          | Ołeksandra Nazarowa / Maksym Nikitin         | Wang Shiyue / Liu Xinyu                      | [ 36 ]                            |
| Golden Spin of Zagreb       | Madison Hubbell / Zachary Donohue       | Charlène Guignard / Marco Fabbri             | Sara Hurtado / Adrià Díaz                    | [ 37 ]                            |

## Klasyfikacja generalna
| Poz. | Zawodnik                   | Nota końcowa |
| ---- | -------------------------- | ------------ |
| 1    | Michal Březina             | 468,10       |
| 2    | Aleksandr Pietrow          | 450,31       |
| 3    | Konstantin Mieńszow        | 440,54       |
| 4    | Ross Miner                 | 437,04       |
| 5    | Siergiej Woronow           | 431,16       |
| 6    | Grant Hochstein            | 424,19       |
| 7    | Michael Christian Martinez | 417,83       |
| 8    | Gordiej Gorszkow           | 411,63       |
| 9    | Moris Kwitelaszwili        | 408,91       |
| 10   | Douglas Razzano            | 399,49       |

| Poz. | Zawodniczka              | Nota końcowa |
| ---- | ------------------------ | ------------ |
| 1    | Jelizawieta Tuktamyszewa | 389,97       |
| 2    | Alona Leonowa            | 335,00       |
| 3    | Hannah Miller            | 326,65       |
| 4    | Angela Wang              | 323,93       |
| 5    | Marija Artiemjewa        | 306,86       |
| 6    | Roberta Rodeghiero       | 301,77       |
| 7    | Isabelle Olsson          | 300,95       |
| 8    | Joshi Helgesson          | 297,11       |
| 9    | Mariah Bell              | 293,28       |
| 10   | Aleksandra Golovkina     | 293,22       |

| Poz. | Zawodnicy                                | Nota końcowa |
| ---- | ---------------------------------------- | ------------ |
| 1    | Alexa Scimeca / Chris Knierim            | 329,34       |
| 2    | Haven Denney / Brandon Frazier           | 325,08       |
| 3    | Jessica Calalang / Zack Sidhu            | 312,64       |
| 4    | Vanessa Grenier / Maxime Deschamps       | 302,06       |
| 5    | Madeline Aaron / Max Settlage            | 282,37       |
| 6    | Brittany Jones / Joshua Reagan           | 262,08       |
| 7    | Alessandra Cernuschi / Filippo Ambrosini | 257,86       |
| 8    | Caitlin Yankowskas / Hamish Gaman        | 253,89       |
| 9    | Narumi Takahashi / Ryuichi Kihara        | 247,01       |
| 10   | Marija Paliakowa / Nikita Boczkow        | 243,06       |

| Poz. | Zawodnicy                                    | Nota końcowa |
| ---- | -------------------------------------------- | ------------ |
| 1    | Maia Shibutani / Alex Shibutani              | 329,32       |
| 2    | Charlène Guignard / Marco Fabbri             | 310,40       |
| 3    | Nielli Żyganszyna / Alexander Gazsi          | 287,08       |
| 4    | Ołeksandra Nazarowa / Maksym Nikitin         | 285,38       |
| 5    | Federica Testa / Lukáš Csölley               | 284,20       |
| 6    | Sara Hurtado / Adrián Díaz                   | 279,36       |
| 7    | Laurence Fournier Beaudry / Nikolaj Sørensen | 278,68       |
| 8    | Nicole Orford / Thomas Williams              | 266,12       |
| 9    | Jewgienija Kosygina / Nikołaj Moroszkin      | 265,06       |
| 10   | Anastasia Cannuscio / Colin McManus          | 258,20       |